# Кохала, Ханс
Ханс А́рнольд Ко́хала (швед. Hans Arnold Kohala; 3 июня 1966, Накка) — шведский саночник, выступал за сборную Швеции в конце 1980-х — середине 1990-х годов. Участник двух зимних Олимпийских игр, участник многих международных турниров и национальных первенств.

## Биография
Ханс Кохала родился 3 июня 1966 года в коммуне Накка, лен Стокгольм. В молодости переехал в город Сальтшёбаден, где присоединился к местному санному клубу и вскоре освоил профессию саночника. На международном уровне дебютировал в возрасте восемнадцати лет, на юниорском чемпионате Европы в немецком Кёнигсзе финишировал двадцатым среди одноместных саней и восьмым среди двухместных. В 1989 году побывал на взрослом чемпионате мира в Винтерберге, занял тридцатое место в одиночках и десятое в двойках. Год спустя выступил на европейском первенстве в австрийском Игльсе, показал тридцать седьмое время в одиночном разряде и шестнадцатое в парном. Ещё через год был пятнадцатым в двойках на очередном чемпионате мира в Винтерберге.
В 1992 году Кохала закрыл десятку сильнейших на чемпионате Европы в том же Винтерберге и благодаря череде удачных выступлений удостоился права защищать честь страны на зимних Олимпийских играх в Альбервиле — вместе со своим бессменным партнёром Карлом-Юханом Линдквистом пришёл к финишу шестым.
После Олимпиады Ханс Кохала остался в основном составе национальной команды Швеции и продолжил принимать участие в крупнейших международных турнирах. Так, в 1994 году он представлял страну на первенстве Европы в Кёнигсзе, занял тринадцатое место среди двухместных саней, а позже прошёл квалификацию на Олимпийские игры в Лиллехаммер, где они с Линдквистом тоже были тринадцатыми. Вскоре после окончания олимпийских соревнований оба саночника приняли решение завершить карьеру профессиональных спортсменов.